# Simon Skrabb
Simon Skrabb (sinh ngày 19 tháng 1 năm 1995) là một cầu thủ bóng đá người Phần Lan hiện tại thi đấu cho đội bóng Allsvenskan IFK Norrköping.
Vào ngày 12 tháng 5 năm 2011, anh trở thành cầu thủ trẻ nhất ghi bàn trong một trận đấu tại Veikkausliiga.

## Thống kê sự nghiệp

### Câu lạc bộ
Tính đến 3 tháng 3 năm 2018
| Câu lạc bộ          | Mùa giải            | Giải vô địch        | Giải vô địch | Giải vô địch | Cúp     | Cúp       | Cúp Liên đoàn | Cúp Liên đoàn | Châu lục | Châu lục  | Tổng cộng | Tổng cộng |
| Câu lạc bộ          | Mùa giải            | Hạng đấu            | Số trận      | Bàn thắng    | Số trận | Bàn thắng | Số trận       | Bàn thắng     | Số trận  | Bàn thắng | Số trận   | Bàn thắng |
| ------------------- | ------------------- | ------------------- | ------------ | ------------ | ------- | --------- | ------------- | ------------- | -------- | --------- | --------- | --------- |
| FF Jaro             | 2011                | Veikkausliiga       | 25           | 2            | 0       | 0         | 1             | 0             | —        | —         | 26        | 2         |
| FF Jaro             | 2012                | Veikkausliiga       | 28           | 0            | 1       | 0         | 6             | 2             | —        | —         | 35        | 2         |
| FF Jaro             | 2013                | Veikkausliiga       | 9            | 2            | 1       | 0         | 4             | 1             | —        | —         | 14        | 3         |
| FF Jaro             | Tổng cộng           | Tổng cộng           | 62           | 4            | 2       | 0         | 11            | 3             | 0        | 0         | 75        | 7         |
| Åtvidaberg          | 2014                | Allsvenskan         | 18           | 0            | 1       | 0         | —             | —             | —        | —         | 19        | 0         |
| Åtvidaberg          | 2015                | Allsvenskan         | 28           | 4            | 0       | 0         | —             | —             | —        | —         | 28        | 4         |
| Åtvidaberg          | Tổng cộng           | Tổng cộng           | 46           | 4            | 1       | 0         | 0             | 0             | 0        | 0         | 47        | 4         |
| Gefle               | 2016                | Allsvenskan         | 28           | 7            | 3       | 1         | —             | —             | —        | —         | 31        | 8         |
| Gefle               | Tổng cộng           | Tổng cộng           | 28           | 7            | 3       | 1         | 0             | 0             | 0        | 0         | 31        | 8         |
| Norrköping          | 2017                | Allsvenskan         | 14           | 1            | 4       | 1         | —             | —             | 4        | 1         | 22        | 3         |
| Tổng cộng sự nghiệp | Tổng cộng sự nghiệp | Tổng cộng sự nghiệp | 150          | 16           | 10      | 2         | 11            | 3             | 4        | 1         | 175       | 22        |